# Gmina Żarów
Gmina Żarów je polská městsko-vesnická gmina v okrese Svídnice v Dolnoslezském vojvodství. Sídlem gminy je město Żarów. V roce 2010 zde žilo 12 373 obyvatel.
Gmina má rozlohu 87,98 km². Kromě města Żarów zahrnuje 19 vesnic a osad.

## Části gminy
Starostenství: Bożanów, Buków, Gołaszyce, Imbramowice, Kalno, Kruków, Łażany, Marcinowiczki, Mielęcin, Mikoszowa, Mrowiny, Pożarzysko, Przyłęgów, Pyszczyn, Siedlimowice, Wierzbna, Zastruże
Sídla bez statusu starostenství: Kalno-Wostówka, Tarnawa